# Thioxoethenyliden
Thioxoethenyliden je anorganická sloučenina patřící mezi thiokumuleny, se vzorcem CCS.

## Výskyt
CCS se ve velkém množství vyskytuje ve vesmíru, například v molekulárním mračnu v souhvězdí Býka, v TMC-1, TMC-1c a  L1521B, což jsou pravděpodobně mladá molekulární mračna neobsahující hvězdy.

## Příprava
CCS se připravuje kondenzací propadiendithionu (SCCCS) nebo thioxopropadienonu (OCCCS) v pevném argonu za působení ultrafialového záření nebo výbojem ve směsi sirouhlíku a helia. Také lze použít ozáření sirných heterocyklů elektrony.
CCS a anion CCS− se dají vytvořit také v matricích z pevného neonu.

## Properties
CCS lze použít jako ligand., který může vytvořit asymetrický můstek mezi atomy molybdenu v Mo2(μ,σ(C):η2(C′S)-CCS)(CO)4(hydrotris(3,5-dimethylpyrazol-1-yl)borát)2 Jeden atom uhlíku je zde trojně vázán na molybden a druhý je dvojnou vazbou spojen s dalším molybdenem, který je jednoduchou vazbou napojen na síru.
Ultrafialovo-viditelné-infračervené spektrum obsahuje absorpční pásy mezi 280 a 337 nm a mezi 750 a 1000 nm.
CCS může reagovat s CCCS na C5S.
V infračerveném spektru CCS v pevném argonu byl zjištěn vibrační pás na 1667 cm−1, označený v1, a další, označený v2, na 862,7 cm−1. Jiný pás, 2v1, se nachází na 3311 cm−1 a na 2763,4 cm−1 se objevuje kombinace vibračního a ohybového pásu
Mikrovlnné spektrum má emisní čáry 43 − 32 na 45,4 GHz a 21 - 10 na 22,3 GHz; tyto čáry se využívají k detekci molekul v molekulárních mračnech.
Teoretickými výpočty byly určeny délky vazeb C-C jako 130,4 pm a C–S jako 155,0 pm.